# Telestula humilis
Telestula humilis is een zachte koraalsoort uit de familie Clavulariidae. De koraalsoort komt uit het geslacht Telestula. Telestula humilis werd in 1927 voor het eerst wetenschappelijk beschreven door Thomson. 